# Michael McMillian
Michael McMillian (født 21. oktober 1978) er en amerikansk skuespiller og forfatter, kendt for sine roller som Henry Gibson i What I Like About You, og som Steve Newlin i HBO-serien True Blood. McMillian er også skaberen og forfatter af en tegneserie, Lucid.

## Tidelige år
McMillian blev født i Colorado Springs, Colorado, og voksede op i Olathe, Kansas, hvor han gik på Blue Valley Northwest High School. I 1995 blev McMillian overførte til Interlochen Arts Academy, hvor han studerede skuespil, dramatik og til manuskriptforfatter.  Han har sagt, at i løbet af sine teenage-år, var han ikke en "fuldtidsnørd [men] læste tegneserier ... og var ikke god til sport".  McMillian gik på Carnegie Mellon University , hvor han blev spottet af en agent efter en seniorklasses showcase. 